# Agenzia Stefani
La Agenzia Stefani fue la primera agencia de noticias italiana, fundada por Guglielmo Stefani el 26 de enero de 1853 en la ciudad de Turín. 

## Historia

### Inicios
La Telegrafia privada - Agenzia Stefani fue fundada el 26 de enero de 1853 en Turín por Guglielmo Stefani, director de la Gazzetta ufficiale del Reino di Sardegna, con el apoyo de Camillo Benso, conde de Cavour.
Bajo el gobierno de Cavour, la agencia obtuvo grandes ventajas con la entrega de las fuentes secretas -porque la ley prohibía los privilegios y monopolios a los privados-, mientras que la prensa se sometió a restricciones radicales en la libertad de información. Así que la agencia Stefani, asumiendo prerrogativas monopolistas, se convirtió en una herramienta gubernamental para el control mediático del Reino de Cerdeña.
Tras la muerte de Guglielmo Stefani en 1861, la agencia reforzó sus relaciones de cooperación con la británica Reuters y la francesa Havas . Esta última fue la primera agencia internacional de noticias que se creó en el mundo (1835) y que en ese momento estaba en condiciones de fuerte dominio, adquirió el 50% de la agencia Stefani en 1865. Fuente de información oficial del gobierno de Saboya, la «Stefani» siguió con las diversas transferencias de la capital de Italia, desde Turín a Florencia en 1865 y de Florencia a Roma en 1871.

### Morgagni
Tras la llegada al poder de Mussolini el 8 de abril de 1924 puso el Agenzia Stefani bajo el control de Manlio Morgagni, que en poco tiempo la transformó en un arma poderosa y en la voz del gobierno fascista en Italia y en el extranjero. 
La agencia tenía en 1924 catorce sedes en Italia, 160 corresponsales en Italia y 12 en el extranjero que realizaban un trabajo diario con un envío medio de 165 despachos de entrada y 175 de salida. Bajo la dirección de la agencia de Morgagni se experimentó un enorme desarrollo, por lo que en 1939, las sedes pasaron a 32 en Italia y 16 en el extranjero, con una plantilla de 261 corresponsales en Italia y 65 en el extranjero. 
Ante la noticia de la detención de Mussolini, el 26 de julio de 1943, Manlio Morgagni se quitó la vida en Roma. 
Con el advenimiento de la República Social Italiana, la agencia Stefani pasó a ser propiedad del Estado y la sede se trasladó a Milán, bajo la dirección de Luigi Barzini. Su último director, Ernesto Daquanno, fue fusilado en Dongo con otros líderes fascistas, el 28 de abril de 1945. Al frente del pelotón de fusilamiento estaba el partisano Alfredo Mordini.
Disuelta el 29 de abril de 1945, la estructura técnica y organizativa de la Agenzia Stefani fue reutilizada por la nueva Agenzia Nazionale Stampa Associata (ANSA). La dirección fue asignada en propiedad a la Asociación de Periodistas.